# RPS6KB1
RPS6KB1 (англ. Ribosomal protein S6 kinase B1) – білок, який кодується однойменним геном, розташованим у людей на короткому плечі 17-ї хромосоми. Довжина поліпептидного ланцюга білка становить 525 амінокислот, а молекулярна маса — 59 140.
| 10         |  | 20         |  | 30         |  | 40         |  | 50         |
| ---------- |  | ---------- |  | ---------- |  | ---------- |  | ---------- |
| MRRRRRRDGF |  | YPAPDFRDRE |  | AEDMAGVFDI |  | DLDQPEDAGS |  | EDELEEGGQL |
| NESMDHGGVG |  | PYELGMEHCE |  | KFEISETSVN |  | RGPEKIRPEC |  | FELLRVLGKG |
| GYGKVFQVRK |  | VTGANTGKIF |  | AMKVLKKAMI |  | VRNAKDTAHT |  | KAERNILEEV |
| KHPFIVDLIY |  | AFQTGGKLYL |  | ILEYLSGGEL |  | FMQLEREGIF |  | MEDTACFYLA |
| EISMALGHLH |  | QKGIIYRDLK |  | PENIMLNHQG |  | HVKLTDFGLC |  | KESIHDGTVT |
| HTFCGTIEYM |  | APEILMRSGH |  | NRAVDWWSLG |  | ALMYDMLTGA |  | PPFTGENRKK |
| TIDKILKCKL |  | NLPPYLTQEA |  | RDLLKKLLKR |  | NAASRLGAGP |  | GDAGEVQAHP |
| FFRHINWEEL |  | LARKVEPPFK |  | PLLQSEEDVS |  | QFDSKFTRQT |  | PVDSPDDSTL |
| SESANQVFLG |  | FTYVAPSVLE |  | SVKEKFSFEP |  | KIRSPRRFIG |  | SPRTPVSPVK |
| FSPGDFWGRG |  | ASASTANPQT |  | PVEYPMETSG |  | IEQMDVTMSG |  | EASAPLPIRQ |
| PNSGPYKKQA |  | FPMISKRPEH |  | LRMNL      |  |            |  |            |

A: Аланін

C: Цистеїн

D: Аспарагінова кислота

E: Глутамінова кислота

F: Фенілаланін

G: Гліцин

H: Гістидин

I: Ізолейцин

K: Лізин

L: Лейцин

M: Метіонін

N: Аспарагін

P: Пролін

Q: Глутамін

R: Аргінін

S: Серин

T: Треонін

V: Валін

W: Триптофан

Кодований геном білок за функціями належить до трансфераз, кіназ, серин/треонінових протеїнкіназ, фосфопротеїнів. 
Задіяний у таких біологічних процесах, як апоптоз, регуляція трансляції, клітинний цикл, ацетилювання, альтернативний сплайсинг. 
Білок має сайт для зв'язування з АТФ, нуклеотидами. 
Локалізований у цитоплазмі, ядрі, мембрані, мітохондрії, клітинних контактах, зовнішній мембрані мітохондрій, синапсах, синаптосомах.